# Уяздовский, Казимеж
Казимеж Михал Уяздовский (пол. Michał Kazimierz Ujazdowski; род. 28 июля 1964, Кельце) — польский юрист и политик, министр культуры и национального наследия в правительствах Ежи Бузека (2000—2001), Казимежа Марцинкевича (2005—2006) и Ярослава Качиньского (2006—2007). Депутат Европейского парламента с 2014 по 2019 год. С 2019 член Сената X созыва.

## Биография
Окончил юридический факультет Лодзинского университета (1988). В 2004 году он защитил докторскую диссертацию. Он работал в Университете Лодзя, имеет звание доцента. Он также входит в преподавательский состав кафедры политических исследований Варшавской школы экономики.
В 80-х во время учёбы в университете Уяздовский присоединился к демократической оппозиции. В 1982 году он был арестован и приговорен военным судом к лишению свободы условно с испытательным сроком (за распространение листовок, призывающих к сопротивлению против военного положения).
В 1989 году основал Демократическую
Унию, от которой в 1991 избрался в Сейм I созыва. В парламенте выступал за люстрацию чиновников времён ПНР и против назначения Вальдемара Павляка на должность Премьер-министра.
В 1992 году основал Консервативную партию.
В 1997 году вновь избран в Сейм уже от Избирательной Акции «Солидарность».
С марта 2000 по июль 2001 был министром культуры Польши в правительстве Ежи Бузека. Покинул должность в знак протеста против увольнения Леха Качиньского с поста министра юстиции.
В 2002 году вступил в партию «Право и справедливость».
2 июля 2004 избран Вице-маршалом Сейма IV созыва.
С ноября 2005 по ноябрь 2007 вновь был министром культуры. Успехом Уяздовского в тот период стало внесение Освенцима в Список Всемирного наследия ЮНЕСКО.
В 2014 году избран в Европарламент.
В 2019 году избран в Сенат Польши от Гражданской коалиции, получив 308 627 голосов. В июне 2021 года перешёл во фракцию Польской коалиции.
В 2022 году стал сооснователем партии «Центр для Польши».